# Trung Java
Trung Java (tiếng Java: ꦗꦮꦠꦼꦔꦃ; tiếng Indonesia: Jawa Tengah, rút gọn Jateng) là một tỉnh của Indonesia, nằm ở khoảng giữa đảo Java. Tỉnh lỵ là Semarang.
Tỉnh này rộng 32.802,7 km², tương đương một phần tư diện tích đất của Java. Dân số là 37,644,000 theo thống kê 2019; đây là tỉnh đông dân thứ ba của Java cũng như Indonesia, sau Tây Java và Đông Java.